# Verhoeven óriás falakópatkány
A Verhoeven óriás falakópatkány (Papagomys theodorverhoeveni) az emlősök (Mammalia) osztályának a rágcsálók (Rodentia) rendjébe, ezen belül az egérfélék (Muridae) családjába tartozó kihalt faj.

## Előfordulása
Az indonéz szigetvilág egy Magyarország egyhatodnyi területű szigetén, Floresen élt.

## Tudnivalók
A faj nevéből lehet tudni, hogy a fán szeretett élni és nagy testű volt. A nevét Theodor Verhoeven holland misszionárius és archeológusról kapta.

## Kihalása
1500 körül halhatott ki.